# Can Gambús
Can Gambús és una masia de Sabadell, situada al barri de Can Gambús. L'edifici actual és de finals del segle xix, però, al seu entorn, prop del torrent de Vallcorba del Sot, s'hi ha documentat restes d'un mas més antic. Al voltant de la masia s'ha urbanitzat el parc de Can Gambús.

## Descripció
Es tracta d'una masia de planta baixa, pis i golfa, amb coberta a dues vessants que donen aigües a les façanes laterals. La golfa està rodejada per un porxo d'arcs de mig punt. Sobresurt del conjunt una torre quadrada, coronada per un mirador amb balustres. Adossada al mas hi ha capella, que té un atri d'entrada.
L'any 2011 va ser objecte d'una profunda remodelació per mantenir l'edifici en bones condicions i convertir-lo en un restaurant.

## El jaciment arqueològic
En aquest paratge i amb motiu d'un projecte de transformació urbanística d'aquest sector, entre els anys 2003-2007 es van fer tres intervencions arqueològiques preventives que van permetre documentar tres jaciments arqueològics: Can Gambús 1, Can Gambús 2 i Can Gambús 3.
Del total de restes excavades s'han conservat dos elements de gran interès patrimonial, els quals s'han integrat al parc de lleure: un cuniculum romà (aqüeducte subterrani dels segles I-II dC) i les restes d'una garita de vigilància d'una emissora de ràdio de l'època de la Guerra Civil espanyola.